# The Twelves
The Twelves ist ein brasilianisches DJ-Duo, bestehend aus João Miguel und Luciano Oliveira, welches elektronische Musik produziert, die sich vor allem dem Genre House zuordnen lässt. Beide Künstler sind bekannt für ihr Remixing von Liedern populärer Künstler, deren Breite von M.I.A. und La Roux bis Nirvana und The Beatles reicht. Die US-amerikanische Musikzeitschrift Spin führte The Twelves in ihrer Liste der "9 Unknown Bands to Watch at SWSX" im März 2009 auf sowie als einer der "25 Must-Hear Artists at Coachella 2011". Des Weiteren erschienen Produktionen von The Twelves beim Essential Mix von BBC Radio 1.